# Claude Terrasse
Pour les articles homonymes, voir Terrasse.
Œuvres principales
- Les Travaux d'Hercule (1901)
- Le Sire de Vergy (1903)
- Le Mariage de Télémaque (1910)
- Pantagruel (1911)
- Monsieur de La Palisse (1913)

Claude Terrasse est un compositeur français d'opéras et d'opérettes né le 27 janvier 1867 à L'Arbresle (Rhône) et mort le 30 juin 1923 à Paris 16e.
Surnommé le « prince de l'opérette française », il a été considéré en son temps comme le successeur de Jacques Offenbach.

## Biographie

### Jeunesse et études
Claude Antoine Terrasse naît le 27 janvier 1867 à L'Arbresle (Rhône) de Claude Marie Terrasse, ouvrier en soie, puis directeur du comptoir des soiries Mancardi, et Philiberte Damiron, dévideuse de soie.
À 13 ans, Alexandre Luigini, le compositeur du Ballet égyptien, le prend dans sa classe d'harmonie et lui fait étudier le cornet et le piano. En 1882, il obtient un premier prix de solfège au Conservatoire de Lyon et entre comme trompette au Grand Théâtre. Deux ans plus tard il est admis à l'école Niedermeyer à Paris, où il se prépare à son futur métier d'organiste auprès d'Étienne Gigout et Alexandre Georges. Au cours de son service militaire à Grenoble, il fait la connaissance du peintre Pierre Bonnard.

### Carrière
Claude Terrasse débute comme maître de chapelle à l'orphelinat de l'abbé Roussel à Auteuil.
À partir de décembre 1892, Claude Terrasse et l'éditeur Verdeau lancent un hebdomadaire, L'Univers Musical, dont Claude Terrasse est le directeur artistique. Ce journal publie en tout 57 numéros.
En 1893, parait le "Petit solfège illustré", écrit par Claude Terrasse et illustré par Pierre Bonnard. Cette méthode musicale explique aux enfants les bases du solfège de façon légère et amusante. Tiré à seulement 2 000 exemplaires, il est réédité en 2022 par la Réunion des Musées Nationaux Grand Palais et le musée des impressionnismes Giverny. Il constitue le premier ouvrage illustré par Pierre Bonnard.
Après quelques années passées à Arcachon où il donne de nombreux cours de musique, ainsi que de nombreux concerts avec son épouse Andrée, il devient en 1896 organiste à l'église de la Sainte-Trinité de Paris, jusqu'en 1898.
Parallèlement, il met en musique la pièce Ubu roi d'Alfred Jarry créée le 10 décembre 1896 au Nouveau-Théâtre à Paris par Firmin Gémier.
Il fréquente le cercle artistique autour du Mercure de France et de La Revue blanche, qui participe et alimente le monde artistique et l'avant-garde littéraire, théâtrale et picturale de leur temps. Il est notamment très proche de Stéphane Mallarmé, Erik Satie et Misia Sert.
Il collabore par la suite avec des auteurs tels que Tristan Bernard, Robert de Flers et Gaston Arman de Caillavet, Georges Courteline, Rip, Albert Carré ou encore Maurice de Féraudy, principalement pour des opéras bouffes dans l'esprit d'Hervé et Offenbach (La Petite Femme de Loth, Les Travaux d'Hercule, Monsieur de la Palisse, Le Sire de Vergy, Pâris ou le Bon Juge) ou de courtes opérettes  parodiques (La Fiancée du scaphandrier, Péché véniel, La Farce du poirier, Faust en ménage), mais aussi des œuvres plus ambitieuses comme Le Mariage de Télémaque, opéra-comique  de Jules Lemaître et Maurice Donnay, créé à l'Opéra-Comique en 1910.
Ses ouvrages connaissent un grand succès jusqu'à la Première Guerre mondiale, après quoi, la mode musicale ayant radicalement changé, il s'éloigne peu à peu de la scène.
Selon Philippe Cathé, ceci s'explique notamment du fait de la transformation du public d'après-guerre. Le public suffisamment fortuné pour se rendre régulièrement au spectacle n'était plus le même, du fait des aléas et profits liés au conflit. Ce nouveau public, qui ne connaissait pas les classiques de l'opéra, fut incapable d'apprécier - car incapable de comprendre - les références de l'opéra comique.
"Ce compositeur, d'un génie si français, est né à L'Arbresle en 1867. Il est de la lignée d'Offenbach et figure aujourd'hui le presqu'unique représentant d'une musique de théâtre franchement comique […]" (Edouard Combe, les Chefs-d’œuvre du répertoire, 1914)
"Intelligent et spirituel, il devait enrichir le répertoire lyrique français de joyeuses opérettes, pleines de grâce et d'humour".
"La musique de Claude Terrasse est plaisante, pleine de bonne humeur, de gaieté, d'exubérence. Il connaissait l'art de pasticher les formules musicales, d'adapter des chants populaires. Il réussissait à opposer des contrastes mélodiques curieux, en en tirant des éteincelles de gaieté malicieuse. Les opérettes de Claude Terrasse se caractérisent toutes par un mouvement gracieux, par des motifs scintillants, alertes, entraînants. Il sut toujours être spirituel, en restant un musicien".
Le 1er février 1921, Claude Terrasse a été fait chevalier de l'ordre national de la Légion d'Honneur pour sa carrière de compositeur de musique.

### Mort

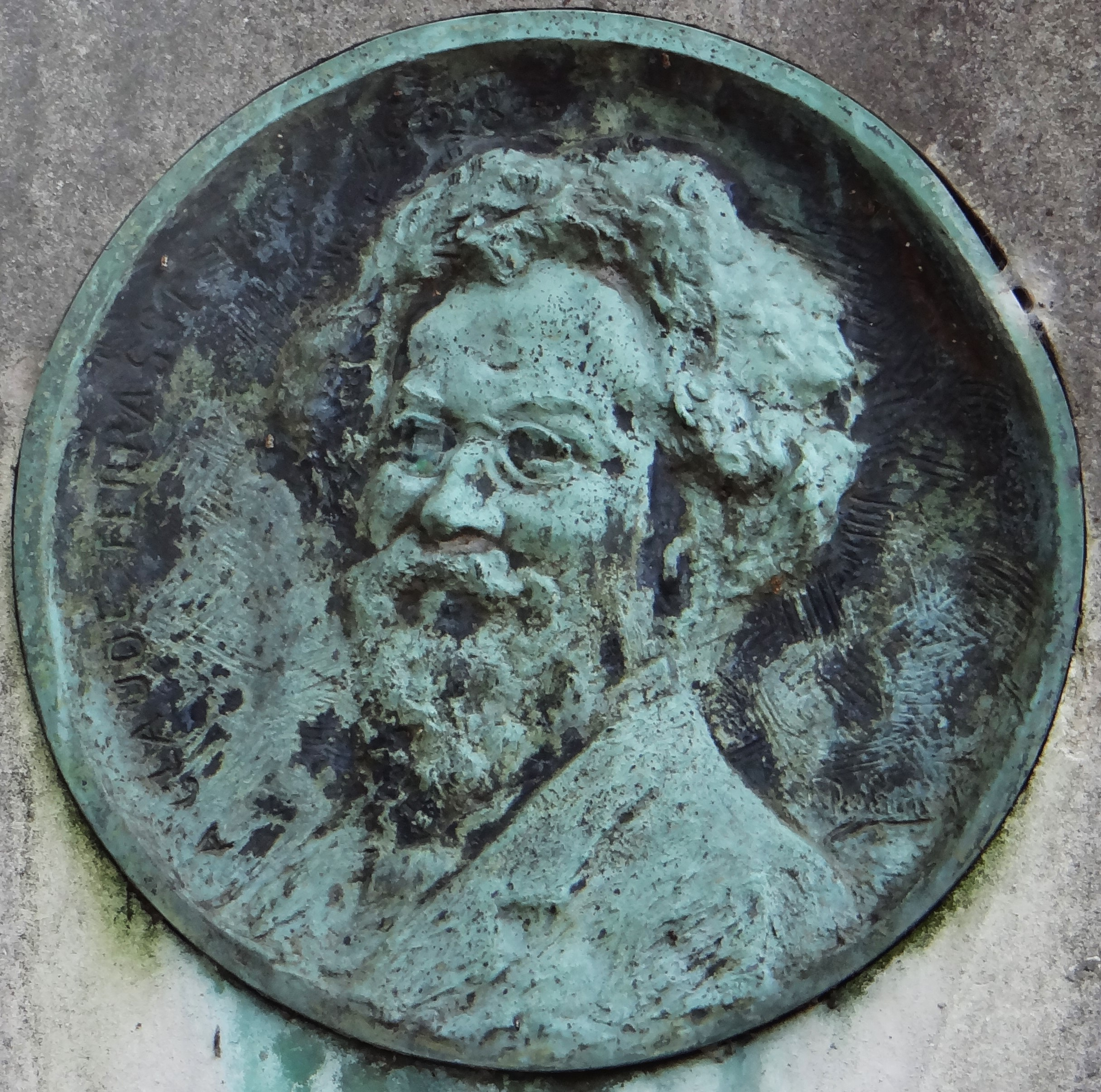
Médaillon représentant Claude Terrasse sur la tombe des familles Mertzdorff et Terrasse

Claude Terrasse meurt le 30 juin 1923 à Paris (16e arr.) à l'âge de 56 ans,, après « une cruelle et longue maladie ». Ses obsèques ont lieu à l'église Notre-Dame-d'Auteuil	avant une inhumation au cimetière de Montmartre, 30e division.

### Vie privée
En 1887, Claude Terrasse est incorporé dans l’armée et fait son service militaire à Grenoble. Il se lie alors d’amitié avec Charles Bonnard, qui l’invite à passer plusieurs séjours dans sa maison familiale, au Grand-Lemps.
C’est au Grand-Lemps qu’il fait la connaissance d’Andrée Bonnard, la sœur de Charles, mais aussi de leur frère le peintre Pierre Bonnard.
En 1889, Claude Terrasse s'installe à Arcachon. Il réside dans la "Villa Bach", boulevard d'Haussez. Il revoit plusieurs fois Andrée Bonnard et est autorisé, selon les mœurs de l'époque, à entretenir une correspondance avec sa mère, Elisabeth Bonnard.
Claude Terrasse épouse le 24 septembre 1890, à la mairie du Grand-Lemps, Andrée Marie Théodorine Bonnard, sœur de son ami Pierre Bonnard. Un mariage religieux a lieu le lendemain à l'église paroissiale du Grand-Lemps.
Les deux époux emménagent, en 1892, à la "Villa Bijou", au 145 bis boulevard de la Plage.
Après leur mariage, Claude Terrasse et Andrée Bonnard, elle aussi musicienne, donnèrent ensemble plus de soixante-dix concerts de piano, à quatre mains ou à deux pianos.
En 1896, le couple déménage à Paris, et s'installe au 6 rue Ballu.

## Œuvres

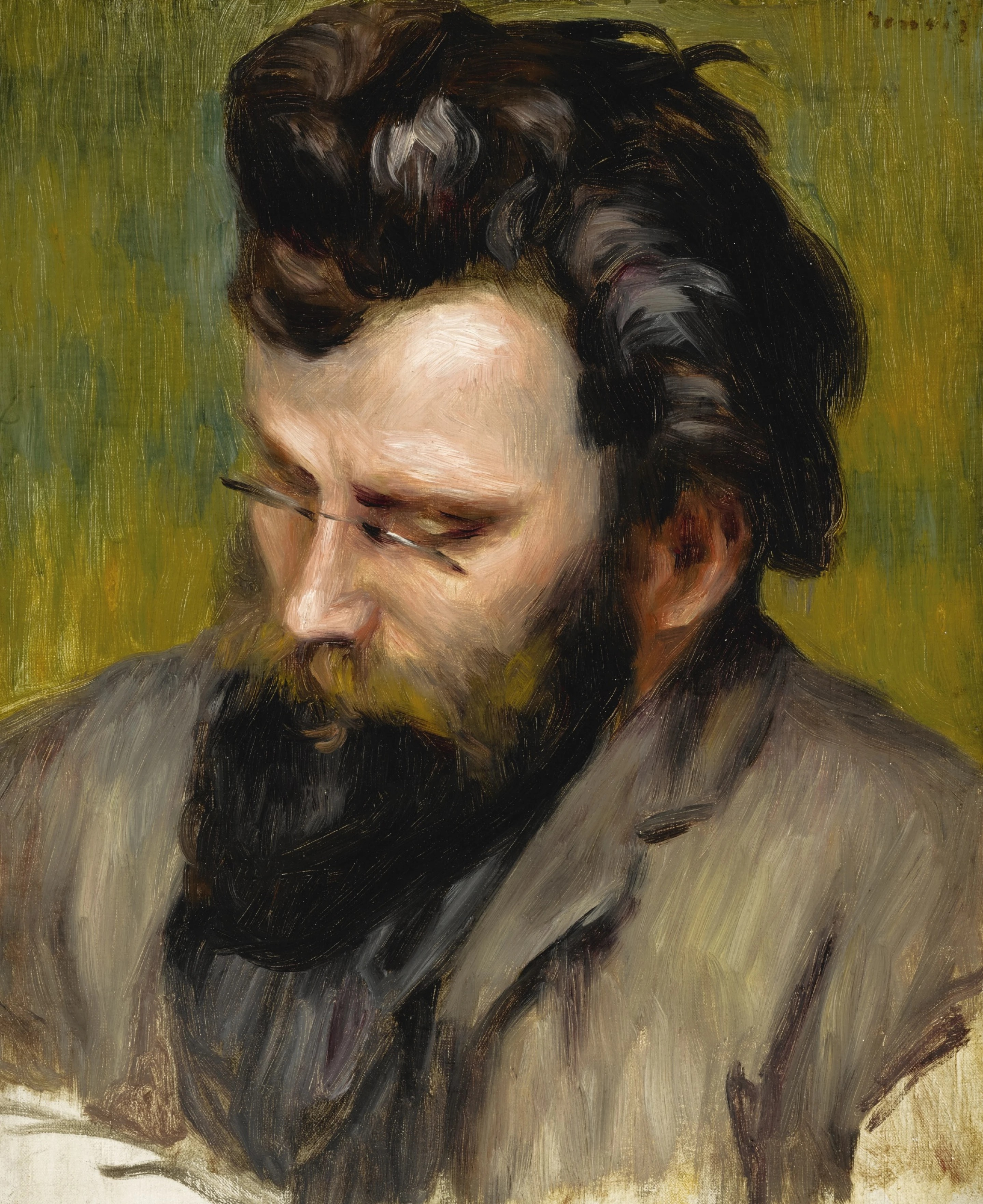
Claude Terrasse par Auguste Renoir.

- 1897 : Noëls bourguignons de La Monnoye, livret de Léon Durocher, théâtre des Pantins, rue Ballu (28 décembre)
- 1898 : Vive la France !, livret de Franc-Nohain, théâtre des Pantins (29 mars)
- 1899 : Panthéon-Courcelles, fantaisie musicale en 1 acte, livret de Georges Courteline, Grand-Guignol (2 novembre)
- 1900 : Godefroy, fantaisie musicale en un acte, livret de Georges Courteline, théâtre des Pantins (10 mars)
- 1900 : L'Heure du berger, opéra-comique en 1 acte, livret de Karl Rosenval, théâtre de la Bodinière (23 mai)
- 1900 : L'Amour en bouteille, opérette en 1 acte, livret de Marc Bonis-Charancle, Fantaisies-Parisiennes (19 juin)
- 1900 : La Vieillesse de Marc-Antoine, prologue, livret de Georges Courteline, théâtre des Pantins (30 juin)
- 1900 : La Petite Femme de Loth, opéra-bouffe en 2 actes, livret de Tristan Bernard, théâtre des Mathurins (1er octobre)
- 1901 : On demande des chanteuses, opéra bouffe en 1 acte, livret d'Albert Verse, Casino de Royan (6 janvier)
- 1901 : Sigismond, fantaisie musicale en 1 acte, livret de Georges Courteline, Tabarin (10 février) - version révisée de Godefroy (1900)
- 1901 : Les Travaux d'Hercule, opéra-bouffe en 3 actes, livret de Robert de Flers et Gaston Arman de Caillavet, théâtre des Bouffes-Parisiens (7 mars)
- 1901 : La Tentation de Saint Antoine, drame sacré en 3 actes, livret de Pierre Bonnard et Claude Terrasse, Le Grand-Lemps (20 octobre)
- 1902 : Chonchette, opéra-bouffe en 1 acte, livret de Gaston Arman de Caillavet, théâtre des Capucines (11 avril)
- 1902 : La Fiancée du scaphandrier, opéra-bouffe en 1 acte, livret de Franc-Nohain, théâtre des Mathurins (8 janvier)
- 1902 : Au temps des croisades, opéra bouffe en 1 acte, livret de Franc-Nohain, Pavillon de Flore, Liège (2 décembre)
- 1903 : La Botte secrète, opéra bouffe en 1 acte, livret de Franc-Nohain, théâtre des Capucines (27 janv)
- 1903 : Péché véniel, opérette en 1 acte, livret de Franc-Nohain, théâtre des Capucines (14 nov) - version révisée de Au temps des croisades (1902)
- 1904 : Monsieur de la Palisse, opéra-bouffe en 3 actes, livret de Robert de Flers et Gaston Arman de Caillavet (2 novembre)
- 1903 : Le Sire de Vergy, opéra-bouffe en 3 actes, livret de Robert de Flers et Gaston Arman de Caillavet, Opéra-Comique (16 avril)
- 1905 : Le Manoir de Cagliostro, opéra bouffe en 1 acte, livret d'Alfred Jarry et Eugène Demolder, salle Murillo, Paris (10 janv)
- 1905 : Le Manoir enchanté, opéra bouffe en 1 acte, livret d'Alfred Jarry et Eugène Demolder, Maison Lemonnier, Paris (25 mars) - version révisée de Le Manoir de Cagliostro
- 1906 : Pâris ou le Bon Juge, opéra-bouffe en 2 actes, livret de Robert de Flers et Gaston Arman de Caillavet, théâtre des Capucines (18 mars)
- 1907 : Églé ou l'Enfant de la vache, opérette en 2 actes, livret de Philippe et Émile Moreau, Charles Clairville et Ernest Depré, Moulin-Rouge (7 mai)
- 1907 : L'Ingénu libertin, ou la Marquise et le Marmiton, conte galant en 3 actes, livret de Louis Artus, Paris, théâtre des Bouffes-Parisiens (11 décembre)
- 1908 : Le Coq d'Inde, opérette en 2 actes, livret de Rip, théâtre des Capucines (6 avril)
- 1908 : Le Troisième Larron, opérette en 1 acte, livret d'Henri Gauthier-Villars, Folies-Pigalle (13 avril)
- 1909 : La Mariée de la rue Brise-miche, pantomime de Georges Courteline et Léon Marsolleau, Folies-Bergère (1er octobre)
- 1910 : Le Mariage de Télémaque, opéra-comique en 5 actes, livret de Jules Lemaître et Maurice Donnay, Opéra-Comique (4 mai)
- 1910 : Les Lucioles, ballet de Mme Mariquita, Opéra-Comique (28 décembre)[20] - dans le cadre d'une matinée de gala au profit de l'orphelinat des Arts
- 1911 : Pantagruel, opéra en 5 actes, livret d'Alfred Jarry et Eugène Demolder d'après Rabelais, Grand-Théâtre de Lyon (31 janvier)
- 1911 : Les Transatlantiques, comédie musicale en 3 actes, livret d'Abel Hermant et Franc-Nohain, Apollo (20 mai)
- 1912 : Cartouche, opérette en 3 actes, livret de Francis Gally et Hugues Delorme, Trianon-Lyrique (9 mars)
- 1912 : Le Tiers-porteur, opérette en 1 acte, livret de Jean Kolb et André de Fouquières, théâtre Michel (26 avril)
- 1912 : Miss Alice des PTT, comédie musicale en 3 actes, livret de Tristan Bernard et Maurice Vaucaire, La Cigale (14 décembre)
- 1913 : Monsieur de La Palisse, opérette en 3 actes, livret de Robert de Flers et Gaston Arman de Caillavet avec Polaire, Apollo (24 janvier)
- 1913 : L'Amour patriote, opérette en 3 actes, livret de Francis Gally et Jean Kolb, Casino de Royan (12 août)
- 1916 : La Farce du poirier, opéra-comique en 1 acte, livret de André-Ferdinand Hérold, théâtre des Bouffes-Parisiens (29 juillet)
- 1917 : Manon en voyage, opéra-comique en 1 acte, livret d'Albert Carré, théâtre Édouard-VII (27 décembre)
- 1918 : Le Cochon qui sommeille, opérette en 2 actes, livret de Rip et Robert Dieudonné, théâtre Michel (24 décembre) - version révisée du Coq d'Inde (1908)
- 1919 : Le Mufti ou les Deux Ours ou Le Cadi et le Mufti, farce en 1 acte, livret de Paul Milliet, Opéra de Monte-Carlo (10 avril)
- 1920 : Un mari sans sa femme, opérette en 1 acte, livret d'Édouard Adenis, Alhambra, Paris (1er novembre)
- 1923 : Chamouche, fantaisie musicale en 1 acte, livret de Maurice de Féraudy et Georges Ricou, Alhambra, Paris (23 mars)
- 1924 : Faust en ménage, fantaisie lyrique en 1 acte, livret d'Albert Carré, théâtre de la Potinière (5 janvier, posth.)
- 1927 : Frétillon, opéra-comique en 4 actes, livret d'Albert Carré, théâtre municipal de Strasbourg (5 mars, posth.)

Non représentées
- Boute-en-train, comédie vaudeville en 3 actes, livret d'Alfred Athis
- Cabinet à vendre, opérette en 1 acte, livret d'Henri de Noussanne
- Le Chat botté, opéra-comique en 9 tableaux, livret d'Henri Cain et Édouard Adenis
- Chouquette, opérette en 3 actes, livret d'Ernest Depré et Armand Lévy
- La Clef du paradis, opérette en 3 actes, livret de Paul Bérel et André Leroy
- Les Deux Augures, opéra bouffe en 1 acte, livret de Franc-Nohain
- La Grande Vedette, opérette en 3 actes, livret de Pierre Maudru et Étienne Ducoudray
- Gribouille, drame bouffe en 5 actes, livret de Romain Coolus
- Léda, opérette-bouffe en 1 acte, livret d'Alfred Jarry et Karl Rosenval
- Les Maîtres chansonniers de Montmartre, opérette en 3 actes, livret d'Albert René et Alphonse Allais
- Mariage de convenance, opérette en 1 acte, livret
- Le Muezzin,
- Oreste, tragi-comédie en 3 actes, livret d'Ernest La Jeunesse
- Par la taille, opérette en 1 acte, livret d'Alfred Jarry
- Les Poires, opérette en 4 actes, livret de Franc-Nohain
- Sire, opérette en 4 actes, livret d'Henri Lavedan et Paul Milliet
- Die Suffragette, opérette en 3 actes, livret d'Alexander Engel et Fritz Grünbaum - adapté en français sous le titre Le Fiancé de paille, livret de Pierre Maudru

Source : Opérette-Theatre musical

## Hommages

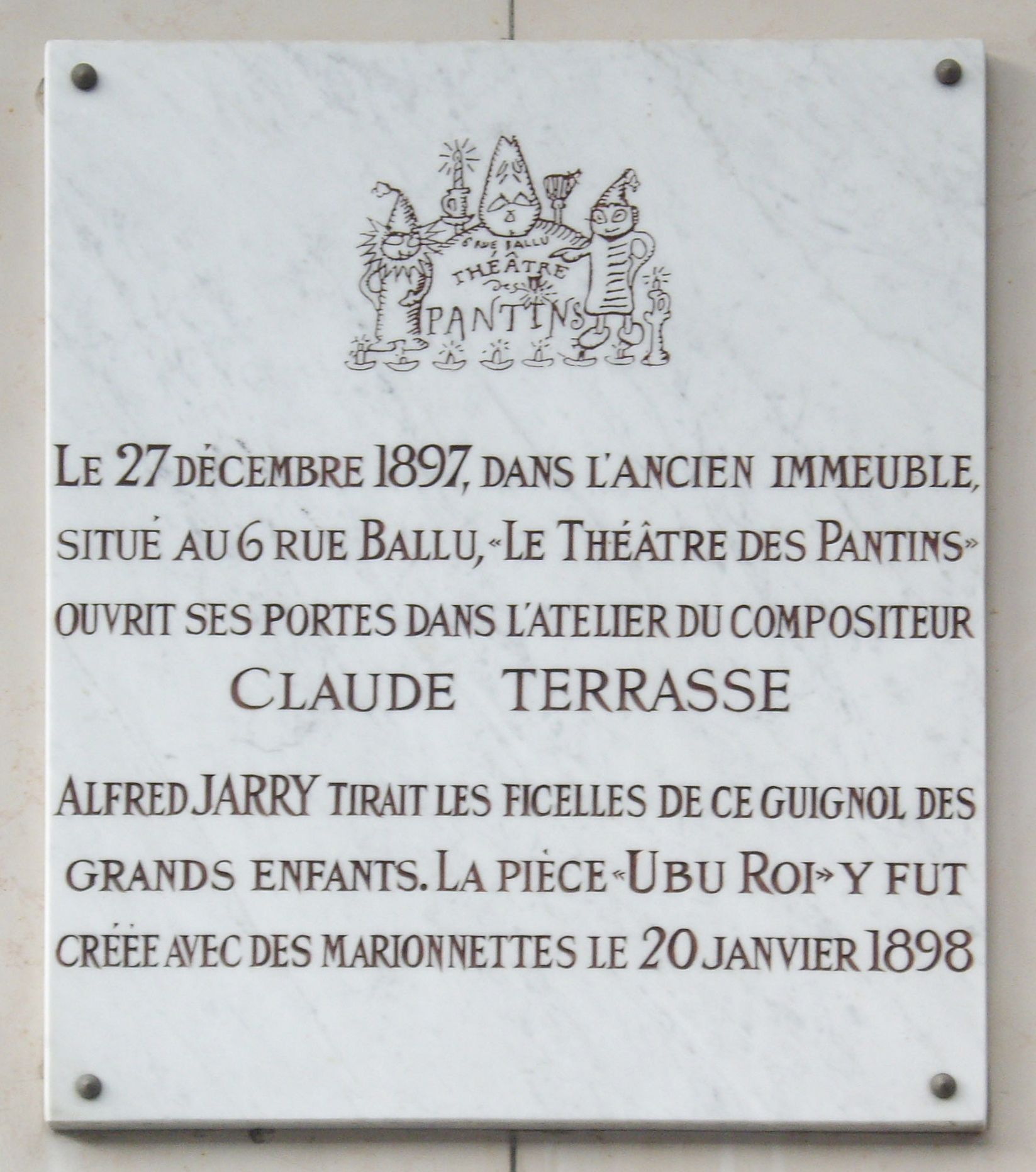
Plaque commémorant la création dUbu roi comme spectacle de marionnettes dans l'atelier de Claude Terrasse, rue Ballu en 1898.

- Plusieurs peintres, dont Pierre Bonnard, Auguste Renoir  et Louis Süe, ont exécuté des portraits de Claude Terrasse, dont quelques-uns sont exposés au musée d'Orsay et au Metropolitan Museum of Art à New York[4].
- Une rue porte son nom dans le 16e arrondissement de Paris, ainsi qu'à L'Arbresle[21] et au Grand-Lemps[22].
- Une plaque commémorative devant le 6 rue Ballu rappelle la création d'Ubu roi.
- Claude Terrasse a figuré dans la deuxième Collection Félix Potin[23].
- Le 14 novembre 1925, Yvon Delbos inaugure la pose d'un médaillon sur le tombeau du compositeur. À cette occasion, ce dernier, ainsi que Maurice Donnay, prononcent chacun un discours pour rendre hommage au « prince charmant de la musique française »[24]. Ce médaillon a été réalisé en trois exemplaires par le sculpteur Jules Desbois. Un second est situé sur une stèle inaugurée en 1928 à L'Arbresle, par Edouard Herriot et Pierre Bonnard, et située dans le Parc du Souvenir Français de la ville[25]. Le troisième est exposé dans le Théâtre des Célestins, à Lyon[26].
- En 1968, une médaille à l'effigie de Claude Terrasse, réalisée par Marcel Renard, a été frappée par la Monnaie de Paris[27].
- En 2009, une fresque a été réalisée au Grand-Lemps par A-Fresco. Intitulée "La Fée Verte", elle est composée de Claude Terrasse, Pierre Bonnard, Alfred Jarry, Edouard Vuillard, Alphonse de Lamartine et Stéphanie de Virieu[28],[29].
- En 2023, une plaque commémorative a été apposée au Grand-Lemps, à la maison où Claude Terrasse a séjourné[30].
- Pour le centenaire de la mort de Claude Terrrasse, les communes de L'Arbresle et du Grands-Lemps ont réalisé, au cours de l'année 2023, des commémorations culturelles portant sur la vie et l'œuvre de l'artiste[31],[32],[33].